# 簕竹口遗址
簕竹口遗址，位于中国广东省肇庆市封开县江口镇簕竹口河堤边，为封开县的一个县级文物保护单位，类型为古遗址，公布时间为1985年4月12日。
簕竹口遗址的历史年代为新石器时代。